# Sudetenländer
Sudetenländer (auch Sudetische Länder; tschechisch Sudetské země) war die Bezeichnung der bis 1918 zu Österreich-Ungarn, dann zur Tschechoslowakei gehörigen Länder Böhmen, Mähren und Mährisch- oder Tschechisch-Schlesien. Der Begriff war eine zeitgenössische Wortschöpfung und wurde abgeleitet vom Gebirgszug der Sudeten, dem Hauptgebirge der drei genannten Länder.
Im Wortlaut des Münchener Abkommens von 1938 war nur vom sudetendeutschen Gebiet die Rede. Dies änderte sich erst mit dem Erlass des deutschen Gesetzes über die Gliederung der sudetendeutschen Gebiete vom 25. März 1939, bei dem im § 1 die Bildung des Reichsgaues Sudetenland festgelegt wurde, dessen genaue Verwaltungsgliederung per Gesetz vom 15. April 1939 präzisiert wurde, das zum 1. Mai 1939 in Kraft trat. Ab diesem Zeitpunkt wurde die Bezeichnung Sudetenländer zugunsten von Sudetenland nicht mehr offiziell benutzt.
Zur Erforschung der Geschichte der Sudetenländer gab es die 1954 gegründete Historische Kommission der Sudetenländer, inzwischen umbenannt in Historische Kommission für die böhmischen Länder e.V.
Die Sudetenländer sind nicht identisch mit dem Sudetenland. Mitunter wird aber auch die deutsche Bevölkerung der Sudetengebiete, die Deutschböhmen und Deutschmährer, mit dieser Bezeichnung versehen.